# Bình Lộc, Đồng Nai
Bình Lộc là một phường thuộc tỉnh Đồng Nai, Việt Nam.

## Địa lý
Phường Bình Lộc có vị trí địa lý:
- Phía đông giáp phường Bảo Vinh.
- Phía đông bắc giáp xã Xuân Bắc.
- Phía đông nam giáp phường Long Khánh.
- Phía tây giáp xã Gia Kiệm.
- Phía tây nam giáp xã Dầu Giây.
- Phía nam giáp phường Xuân Lập.
- Phía bắc giáp xã Thống Nhất.

Phường Bình Lộc có diện tích 77,21 km², dân số năm 2025 là 36.195 người, mật độ dân số đạt 468 người/km².

## Hành chính
Phường Bình Lộc được chia thành 5 ấp: 1, 2, 3, 4, Cây Da.

## Lịch sử
Ngày 16 tháng 6 năm 2025, Ủy ban Thường vụ Quốc hội ban hành Nghị quyết số 1662/NQ-UBTVQH15 về việc sắp xếp các đơn vị hành chính cấp xã của tỉnh Đồng Nai năm 2025. Theo đó, sắp xếp toàn bộ diện tích tự nhiên, quy mô dân số của phường Suối Tre và các xã Xuân Thiện, Bình Lộc thành phường mới có tên gọi là phường Bình Lộc.
Sau khi sáp nhập, phường Bình Lộc có 77,21 km² diện tích tự nhiên và dân số 36.195 người.